# Josef Černoch
Josef Černoch (1. srpna 1873, Přerov – 8. června 1953, Brno) byl český prozaik, dramatik a publicista, autor osvětových, pedagogických a vzpomínkových prací.

## Život
Pocházel z moravské buditelské rodiny. Po vystudování učitelského ústavu v Příboru působil jako učitel na různých školách. První světovou válku prožil na frontě a pak působil jako ředitel měšťanské školy v Olomouci. Poté, co roku 1934 odešel do důchodu, se přestěhoval do Brna. Působil jako osvětový pracovník a redigoval časopis Našinec.
Je pohřben na Ústředním hřbitově v Brně.
Z jeho díla, které je tematicky poměrně bohaté, jsou dodnes ceněny jeho vzpomínky na spolupůsobení s Otokarem Březinou na škole v Jaroměřicích nad Rokytnou v letech 1904–1905.

## Dílo
- Škola v přírodě (1922), pedagogická práce,
- Není boha (1925), román z první světové války,
- Památník mužského a ženského odboru Národní jednoty v Olomouci 1885–1925 (1926), kulturně-historická práce,
- Matka (1926), legionářské drama,
- Podivuhodné příběhy bratra Šebestiána (1929, historický román z druhé poloviny 16. století,
- Milénium krále Matěje (1931), utopický fantastický román, odehrávající se v XXV. století,[5]
- Zima a léto s Březinou a Úlehlou na jaroměřické škole (1932), vzpomínky.